# Fekete Árpád
Fekete Árpád (Salgótarján, 1921. március 5. – Guadalajara, 2012. február 26.) labdarúgó, csatár, edző. 1963-ban a mexikói labdarúgó-válogatott szövetségi kapitánya volt.

## Pályafutása
Magyarországon az Újpest csapatában szerepelt. 1945-ben külföldre távozott. Először a román Carmen București együttesében játszott. 1946 és 1953 között Olaszországban élt. A Como, az AC Pro Sesto, a SPAL, a Cosenza, az SS Chinotto Neri és a Cagliari csapataiban szerepelt.
Az aktív labdarúgást befejezve Mexikóban telepedett le. Itt kezdte edzői pályafutását. 1957 és 1990 között számos mexikói csapatnak edzője volt, 1963-ban egy rövid időre pedig a mexikói labdarúgó-válogatott szövetségi kapitányaként is tevékenykedett. A CD Guadalajara az ő vezetésével nyert két bajnoki címet, a Club Deportivo Oro pedig egyet. Emellett irányította még a Nacional Guadalajara, a Toluca, az Atlas, az UNAM Pumas, a Laguna, a Jalisco, a Tigres de la UANL, az UAG, az Atlante, a Club Universidad Guadalajara, a León és a Morelia együtteseit is.

## Sikerei, díjai

### Edzőként
- Mexikói bajnokság
  - bajnok: 1958–59, 1959–60, 1962–63
- Mexikói kupa
  - győztes: 1975
- Mexikói szuperkupa
  - győztes: 1959, 1960, 1963